# Esmeraldas, Minas Gerais
Esmeraldas este un oraș în Minas Gerais (MG), Brazilia.